# 非累贅取樣編碼

## 非累贅取樣編碼法
以下將探討兩類非累贅取樣編碼法：多項式預測器及多項式內插法
多項式預測器所採取的方法是：測試下一個取樣看看他是不是落在一個n次多項市所展開的範圍內。最常被使用的是0次及1次多項式。著名的串長編碼(run-length coding)則是0次多項式的一個特別版本。
多項式內插法與多項式預測器類似，唯一的不同是他允許的機動的改變其所展開的範圍。一次多項式內插法，又名善行演算法，是用許多線段來取代原波形。

### 多項式預測器
非累贅取樣壓縮法中多項是預測器算是相當早期的發明。早在60年代早期便有許多論文在討論他並且實際應用在許多實驗上，其中在常被使用到的是0階預測器及1階預測器。
在多項式預測器裡，下一個取樣被預測是在一個n次多項式的範圍內。數學上我們可以表示如下，其中{\displaystyle {\hat {x}}_{t}}表示所預測的下一個取樣值，{\displaystyle x_{t-i}}為{\displaystyle x_{t}}之前的第{\displaystyle i}個取樣
```
                              

  

    

      

        

          

            

              

                
x

                
^

              

            

          

          

            
t

          

        

        
=

        

          
x

          

            
t

            
−

            
1

          

        

        
+

        

          
Δ

        

        

          
x

          

            
t

            
−

            
1

          

        

        
+

        

          

            
Δ

          

          

            
2

          

        

        

          
x

          

            
t

            
−

            
1

          

        

        
+

        
…

        
…

        
+

        

          

            
Δ

          

          

            
n

          

        

        

          
x

          

            
t

            
−

            
1

          

        

        
…

        
…

        
…

        
…

        
…

        
(

        
a

        
)

      

    

    
{\displaystyle {\hat {x}}_{t}=x_{t-1}+{\Delta }x_{t-1}+{\Delta }^{2}x_{t-1}+\ldots \ldots +{\Delta }^{n}x_{t-1}\ldots \ldots \ldots \ldots \ldots (a)}

  

式
```

其中
```
                              

  

    

      

        

          
Δ

        

        

          
x

          

            
t

            
−

            
1

          

        

        
=

        

          
x

          

            
t

            
−

            
1

          

        

        
−

        

          
x

          

            
t

            
−

            
2

          

        

      

    

    
{\displaystyle {\Delta }x_{t-1}=x_{t-1}-x_{t-2}}

  

                              

  

    

      

        

          
Δ

        

        

          
x

          

            
t

            
−

            
2

          

        

        
=

        

          
x

          

            
t

            
−

            
2

          

        

        
−

        

          
x

          

            
t

            
−

            
3

          

        

      

    

    
{\displaystyle {\Delta }x_{t-2}=x_{t-2}-x_{t-3}}

  

```

以此類推，並且
```
                              

  

    

      

        

          

            
Δ

          

          

            
n

          

        

        

          
x

          

            
t

            
−

            
1

          

        

        
=

        

          

            
Δ

          

          

            
n

            
−

            
1

          

        

        

          
x

          

            
t

            
−

            
1

          

        

        
−

        

          

            
Δ

          

          

            
n

            
−

            
1

          

        

        

          
x

          

            
t

            
−

            
2

          

        

      

    

    
{\displaystyle {\Delta }^{n}x_{t-1}={\Delta }^{n-1}x_{t-1}-{\Delta }^{n-1}x_{t-2}}

  

```

我們可以看出，不同階次的多項式會產生不同的預測值。如果下一個取樣值落在n次多項式之預測值得附近，那麼他將會被認為是多餘的、累贅的而不會被送出，否則他會被認為是非累贅取樣而將其送出。
以下我們將更詳細的介紹多項是預測器中最常見的兩種：0次預測器及1次預測器。

#### 0次預測器
0次預測器的式子為：
```
                              

  

    

      

        

          

            

              

                
x

                
^

              

            

          

          

            
t

          

        

        
=

        

          
x

          

            
t

            
−

            
1

          

        

      

    

    
{\displaystyle {\hat {x}}_{t}=x_{t-1}}

  

```

換句話說，我們預測下一個取樣值是和前一個取樣值一樣。在實際的設計上，我們得在這個預測值的上下個加上一個誤差容忍範圍，亦即{\displaystyle {\hat {x}}_{t}}這個預測值並不是單一個{\displaystyle {\hat {x}}_{t-1}}值，而是介於{\displaystyle {\hat {x}}_{t-1}-\lambda }到{\displaystyle {\hat {x}}_{t-1}+\lambda }的一個範圍，其中{\displaystyle \lambda }的值由設計人自行根據能容許的誤差程度及所需要的壓縮比來設定。只要{\displaystyle x_{t}}是落在{\displaystyle (x_{t}-\lambda ,x_{t-1}+\lambda )}這個範圍之內，{\displaystyle x_{t}}便會被當成是累贅取樣。
以下為0次預測器之演算法：

演算法：0次預測器
第一步：儲存便傳送第一個取樣{\displaystyle x_{1}}：{\displaystyle i}←{\displaystyle 1}；

第二步：讀入下一個取樣，{\displaystyle x_{+1}}

第三步：如果{\displaystyle x_{t-1}-\lambda <x_{t+1}<x_{t-1}+\lambda }則{\displaystyle i}←{\displaystyle i+1}；回到第二步；否則儲存並傳送{\displaystyle (i+1,x_{i+1})}；{\displaystyle i}←{\displaystyle i-1}；回到第二步；

#### 1次預測器
一次預測器的式子為：
```
                              

  

    

      

        

          

            

              

                
x

                
^

              

            

          

          

            
t

          

        

        
=

        

          
x

          

            
t

            
−

            
1

          

        

        
+

        

          
δ

        

        

          
x

          

            
t

            
−

            
1

          

        

      

    

    
{\displaystyle {\hat {x}}_{t}=x_{t-1}+{\delta }x_{t-1}}

  

```

其中{\displaystyle {\delta }x_{t-1}=x_{t-1}-x_{t-2}}。請注意，{\displaystyle {\delta }x_{t-1}}可以解釋為{\displaystyle x_{t-1}}與{\displaystyle x_{t-2}}所構成之線段的斜率(相鄰兩個取樣之間隔為1，因使分母可以省略)。一次預測器因此可以解釋為"假設斜率固定"。
實際上的演算法也必須加上一個誤差容忍範圍{\displaystyle \lambda }。

演算法：1次預測器
第一步：儲存便傳送第一個取樣{\displaystyle x_{1}}：{\displaystyle i<-1}；

第二步：儲存並傳送第二個取樣，{\displaystyle x_{2}}；

第三步：如果{\displaystyle n\leftarrow {1}}；{\displaystyle j<i+1}；讀入下一取樣{\displaystyle x_{j}}；

第三步：若{\displaystyle x_{i+1}+n\times (x_{i+1}-x_{i})-\lambda <x_{j}<x_{i+1}+n\times (x_{i+1}-x_{i})+\lambda }，則

{\displaystyle n\leftarrow {n+1}}；{\displaystyle j\leftarrow {j+1}}

讀入下一個取樣{\displaystyle x_{j}}並回到第四步；

否則

儲存並傳送{\displaystyle x_{i}}及其發生時間；

儲存並傳送{\displaystyle x_{j+1}}；

{\displaystyle i\leftarrow {j}}回到第三步；

### 多項式內插法
我們也討論0次與1次的內插法。0次內插法與0次預測器除了前者的{\displaystyle \lambda }可以改變外，其餘完全一樣。機動性調整{\displaystyle \lambda }值可以讓累贅取樣更多。
一次內插法又稱為扇形演算法(fan algorithm)，從60年代被提出以來即受到很大的注意，也有很多成功的應用。基本上他和一次預測器類似。不同的是他的{\displaystyle \lambda }值根據取樣的情況而改變。

演算法：扇形演算法
第一步：{\displaystyle i\leftarrow {1}}；{\displaystyle j\leftarrow {2}}；

設定第一個取樣{\displaystyle x_{i}}為非累贅取樣：
第二步：以{\displaystyle x_{i}}為心向{\displaystyle x_{i}+\lambda }及{\displaystyle x_{i}-\lambda }展開一扇形；

第三步：如果{\displaystyle n\leftarrow {1}}；{\displaystyle j<i+1}；讀入下一取樣{\displaystyle x_{j}}；

第三步：若{\displaystyle x_{j+1}}落在扇形內，則，則

{\displaystyle i\leftarrow {j}}；

回到第二步；

否則；

設定{\displaystyle x_{j}}為非累贅取樣；
{\displaystyle i\leftarrow {j}}；{\displaystyle j\leftarrow {i+1}}；

回到第二步；

第四步：重複以上的步驟直到編碼完所有取樣點；

第五步：送出每個非累贅取樣及其發生時間；

第六步：接收端收到非累贅取樣後以線段將相鄰之非累贅取樣連起來即可。